# 沿山河 (扬州)
沿山河是位于中华人民共和国江苏省扬州市城区西北部的丘陵和平原交界地带的一条河流，全长9.8公里。沿山河将河北丘陵冈区的洪水归槽，调向西排到乌塔沟向南入江，不让丘陵冈区洪水进入城区，漫溢平原圩区，免除山洪对扬州城区及平原圩区的威胁；干旱年份可利用沿山河西闸站以抽补蓄，提高供水保证率。是扬州首条智慧河流，在所有闸站和沿线布置数十个探头，可以实时监控扒根种植、乱倒垃圾、偷排污水等行为，也可以远程调节水位、启动泵站。